# Herzensergießungen eines kunstliebenden Klosterbruders

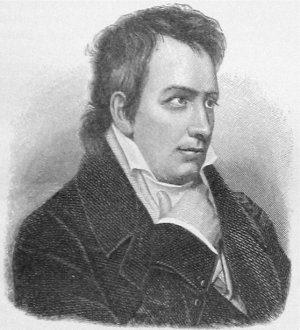
Ludwig Tieck

Herzensergießungen eines kunstliebenden Klosterbruders sind kunsttheoretische Aufsätze von Wilhelm Heinrich Wackenroder und Ludwig Tieck, die 1796 bei Johann Friedrich Unger in Berlin anonym erschienen.
Nicht die alten Griechen und Römer sind die Vorbilder einer „heiligen“ Kunst, sondern Dürer, Raffael und Michelangelo. Der Blick des schreibenden Mönchs, des katholischen Verfassers dieses „Manifestes der deutschen Frühromantik“, ist sehnsuchtsvoll italienwärts gerichtet.
Der 27-jährige Hermann Hesse bespricht das Büchlein erfrischend knapp: „An die Stelle der Vernunft tritt das… Gefühl, anstelle der… Kunstschreiberei die Begeisterung eines liebevollen Anschauens“. Und der 45-jährige Hesse bedauert: „Dort finden wir alles, was uns heute fehlt: Glaube, Moral, Ordnung, Seelenkultur“.

## Inhalt
Der greise Mönch wendet sich aus seiner Klausur heraus an „junge angehende Künstler“ zwecks „Erweckung guter Gedanken“. Gleich zu Anfang, in dem Aufsatz „Raffaels Erscheinung“, schreibt der Mönch den für das ganze Büchlein fundamentalen Satz: „Die Begeisterungen der Dichter und Künstler sind von jeher der Welt ein großer Anstoß… gewesen“. Raffael erhält das Attribut „göttlich“ und seine Produktionsregel ist beispielgebend für „wahre“ Kunst: „Ich halte mich an ein gewisses Bild im Geiste, welches in meine Seele kommt“.
Der schreibende Mönch gibt zu, etliche der Geschichten habe er aus dem Buche des alten Vasari. Diese Begebenheiten sollen dem Leser nicht nur „zerstreuenden Sinnengenuß“ bieten. Im „Der merkwürdige Tod des zu seiner Zeit weitberühmten alten Malers Francesco Francia, des Ersten aus der Lombardischen Schule“ wird die Größe Raffaels indirekt herausgestellt: Der alte Francia hatte sich durch die lobenden Worte, die er im Briefkontakt mit Raffael erfuhr, künstlerisch über Raffael erhoben, ohne je ein Bild seines Konkurrenten gesehen zu haben. Als Raffael ihm ein Bild zur Ansicht zusendet und gütig um eine eventuelle Korrektur seines Kollegen Francia bittet, erkennt dieser seine Hybris und dass sein Können gegen die Werke des göttlichen Raffael nur „elendes unvollendetes Stümperwerk“ sind. . An dieser Erkenntnis zerbricht der alte Mann.
Ebenso bitter und von ähnlicher Machart ist die Geschichte des jungen Antonio, der lediglich glaubt, er sei genial – bald so wie der „allervortrefflichste Maler Raffael von Urbino“. Aber dann glaubt er es auch wieder nicht. Jedenfalls wird Antonio belehrt: „Jedes schöne Werk muß der Künstler in sich schon antreffen… die Kunst muß seine höhere Geliebte sein, denn sie ist himmlischen Ursprungs; gleich nach der Religion muß sie immer teuer sein“. Das „Ehrengedächtnis unsers ehrwürdigen Ahnherrn Albrecht Dürers“ beschreibt die Liebe des schreibenden Mönchs zu Nürnberg, zu „seiner goldenen Zeit,… da Deutschland eine eigene vaterländische Kunst zu haben sich rühmen konnte“. Der Aufsatz hinterlässt einen zwiespältigen Eindruck. Dürer sei „für das Idealische und die erhabene Hoheit eines Raffael nicht geboren“.
In dem Aufsatz „Von zwei wunderbaren Sprachen und deren geheimnisvoller Kraft“ benennt der Mönch diese beiden als die Natur und die Kunst. In denen artikulieren sich der Gott der Menschen und die Künstler. Während die Natur uns zur Gottheit hinaufzieht, lässt uns die Kunst in das Unsichtbare in unserer Brust blicken.
Das Attribut „göttlich“ wird neben Raffael höchstens noch Michelangelo zugestanden. In dem Aufsatz „Die Größe des Michelangelo Buonarroti“ wird sogar definiert, was in der Kunst menschlich und was göttlich ist.
Summa summarum: Ein Mönch erzählt aus dem Kloster heraus – wie kann es anders sein – fromme Geschichten. Da fällt die letzte und bei weitem umfangreichste, „Das merkwürdige musikalische Leben des Tonkünstlers Joseph Berglinger“, doch ganz aus dem Rahmen. War zuvor ausschließlich von Bildender Kunst die Rede, hadert nun der Kirchenmusiker Berglinger mit sich und vor allem mit der profanen Welt. Die Geschichte des Komponisten ist obendrein herausragend in dem Sinne: Der Enthusiasmus des Mönchs in jeder Geschichte zuvor wird nun zuletzt „auf die Probe vor der Realität gestellt“.

## Zitate
- Jedes Kunstwerk muß eine doppelte Sprache reden, eine des Leibes und eine der Seele.[9]
- Kunst ist die Blume der menschlichen Empfindung.[10]
- Jegliches Wesen strebt nach dem Schönsten: aber es kann nicht aus sich herausgehen und sieht das Schönste nur in sich.[11]
- Es ist doch eine köstliche Gabe, die der Himmel uns verliehen hat, zu lieben und zu verehren.[12]

## Rezeption
Kunst und Religion
- Goethe, von Heine „der große Heide“[13] genannt, lehnte jedwede „neukatholische Sentimentalität“[14], jede Kunstreligion – als klosterbrudisierendes, sternbaldisierendes Unwesen – ab.[15]
- Warum geben die Autoren ausgerechnet einem Kleriker das Wort? Wackenroder und Tieck betrachten die Verbindung von „Leben und Kunst“[16]. Als Mittel zum Zweck erscheint beiden Autoren das Transzendente, wie es der Religion innewohnt, (gleichsam zum Ausleuchten des Gegenstandes) geeignet.
- In dem Text ist Kunst „die andere Sprache Gottes“[17].
- Frömmigkeit wird in dem Büchlein neu definiert: „Religion ist das Beglückende“[18].
- Kunst ist – wie die Natur – ein Buch Gottes (und kein Menschenwerk)[19].
- Es geht in den Herzensergießungen um die „Unwiederholbarkeit“ der Schöpfungen eines Raffael, Michelangelo und Dürer[20].
- Auf den religiösen Aspekt, um den es in den Herzensergießungen geht, bezieht sich Paulin mehrfach[21] und spricht „Wackenroders Kunstfrömmigkeit“[22] an.
- In den Herzensergießungen vermische sich „Kunstgenuß mit Andacht“[23] und die „Einheit von Liebe und Religion“ werde propagiert[24].

Autorschaft
- Zwar sei Tiecks Anteil an den Herzensergießungen von der Menge her gesehen nicht groß, doch seien in dem „Brief eines jungen deutschen Malers in Rom an seinen Freund in Nürnberg“ Anfänge zum Sternbald erkennbar (Sebastian, Marie)[25].
- Zur „unlösbaren Autorenfrage“ meint Kern: „Im wesentlichen gehört das Gesagte beiden an“[26].
- Paulin behauptet, in dem Buch seien die Aufsätze „An den Leser dieser Blätter“, „Sehnsucht nach Italien“, „Ein Brief des jungen florentinischen Malers Antonio an seinen Freund Jacobo in Rom“ und „Brief eines jungen deutschen Malers in Rom an seinen Freund in Nürnberg“ von Tieck[27].

Erzählkonstruktion
- August Wilhelm Schlegel rezensiert 1797: „Jene [die Sprache des Klosterbruders] hat überdieß, eben weil sie veraltet ist, den Reiz der Neuheit“[28].
- „Die Fiktion des Klosterbruders… mit seinem Credo der heiligen Kunst“ erscheint als ein „erzähltechnisch ingeniöses Verfahren“[29].
- Köpke[30] weist auf den Ursprung der Figur des erzählenden Klosterbruders hin. Johann Friedrich Reichardt habe den einfachen Mönch mit dem Klosterbruder im Nathan assoziiert.

## Literatur

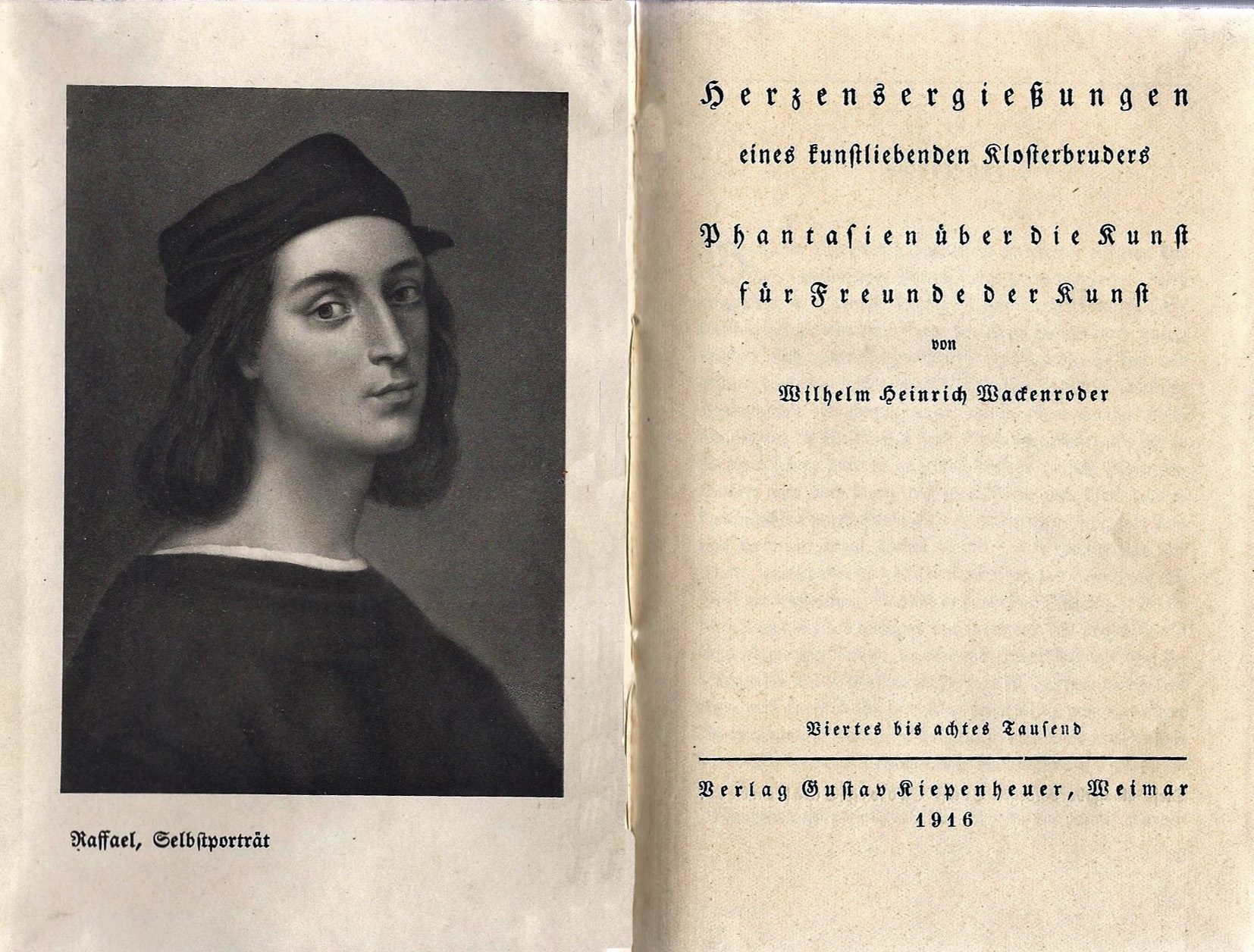
Wackenroder, Herzensergießungen (Ausgabe 1916)